# Cicindela macra
Cicindela macra är en skalbaggsart som beskrevs av Leconte 1857. Cicindela macra ingår i släktet Cicindela och familjen jordlöpare.

## Underarter
Arten delas in i följande underarter:
- C. m. ampliata
- C. m. fluviatilis
- C. m. macra